# Inosaurus
Inosaurus („Ještěr z In (Tedreft)“) byl rod dravého teropodního dinosaura z oblasti dnešního Nigeru. Žil v období spodní křídy, asi před 130 až 110 miliony let, známe jej ale pouze z velmi nekompletních a fragmentárních fosilních pozůstatků.

## Historie a popis
Formálně byl tento taxon popsán francouzským paleontologem Albertem-Félixem de Lapparentem v roce 1960. Z tohoto taxonu známe pouze sérii obratlů a část jedné levé holenní kosti. Obratle jsou celkově malé, ale robustně stavěné. Některé další fosilie z Egypta byly přiřazeny rovněž k tomuto rodu, toto zařazení je však nejisté. V současnosti je druh I. tedreftensis považován za nomen dubium (pochybné vědecké jméno). Mohlo by se nicméně jednat o zástupce čeledi Noasauridae.